# チャールズ・マルガイ

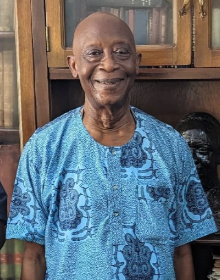
チャールズ・マルガイ (2023年)

チャールズ・フランシス・コンド・マルガイ（Charles Francis Kondo Margai、1945年8月19日生まれ）とは西アフリカのシエラレオネの弁護士及び政治家で、2006年に結成された人民民主改革運動(PMDC)のリーダー。2007年8月に行われるシエラレオネの大統領選挙に出馬した。
1953年から1958年までフリータウンのカトリック系のセント・エドワード小学校に通い、1959年から1964年までボーのキリスト教系の中学校に通った。1964年から1966年までは短期大学でアイルランドのブラックロック・カレッジに出席し、1966年から1970年までダブリンの民事法の大学で法学を学んだ。1971年7月27日にアイルランドからシエラレオネに帰国。専門職の弁護士だったマルガイは1996年から2002年1月までシエラレオネ人民党（SLPP）にいて、現カバー大統領下で内務大臣を務めていた。マルガイは内戦が終わってからも高い失業率や貧困が未だに解決されていない事や、政府の政治汚職や不平等なやり方に対して不満があり、SLPPから離れ、マルガイらSLPPから離れたメンバーとの間で、2006年1月19日新しく人民民主改革運動(PMDC)の党を結成した。PMDCのリーダーを決める選挙ではマルガイが党のリーダーに選ばれた。マルガイはシエラレオネの政治体制をより自由で平等で民主的な社会の国に変えたいと主張し、長く国を支配するSLPPに対してSLPPによる一国支配を終わらせるべく、活発に活動ており、特にSLPPの支持が強かった東部では支持率が高く、首都フリータウンでも支持を集めている。活動範囲はアメリカにも広げ、西アフリカに強力な10人の委任がいる。
シエラレオネの大統領候補として2007年8月11日に行われた大統領選挙に出馬した。選挙での順位は全人民会議党（APC）のアーネスト・コロマが1位で続いて、SLPPのリーダーで大統領選挙に出馬した副大統領のソロモン・ベレワの3番手だった。結果的に9月17日コロマがシエラレオネの新大統領に選ばれ、マルガイは大統領選に落選したものの、マルガイは8月19日コロマが選挙に勝てば、PMDCは第2政党に成れるとし、APCとともに運動を行って行くと宣言した。
東部にある内陸の都市ボーでのPMDCの大会でマルガイの演説ではSLPP支持者と衝突する心配があったが、大勢のPMDCの支持者が集まり、PMDCの党のシンボル・カラーであるオレンジ色に染め衝突も無く無事に終わった。
尚、彼の父は首相を務めたアルバート・マルガイであり、SLPPの創設者でシエラレオネ独立最初の首相ミルトン・マルガイは伯父にあたる。